# Club Italia

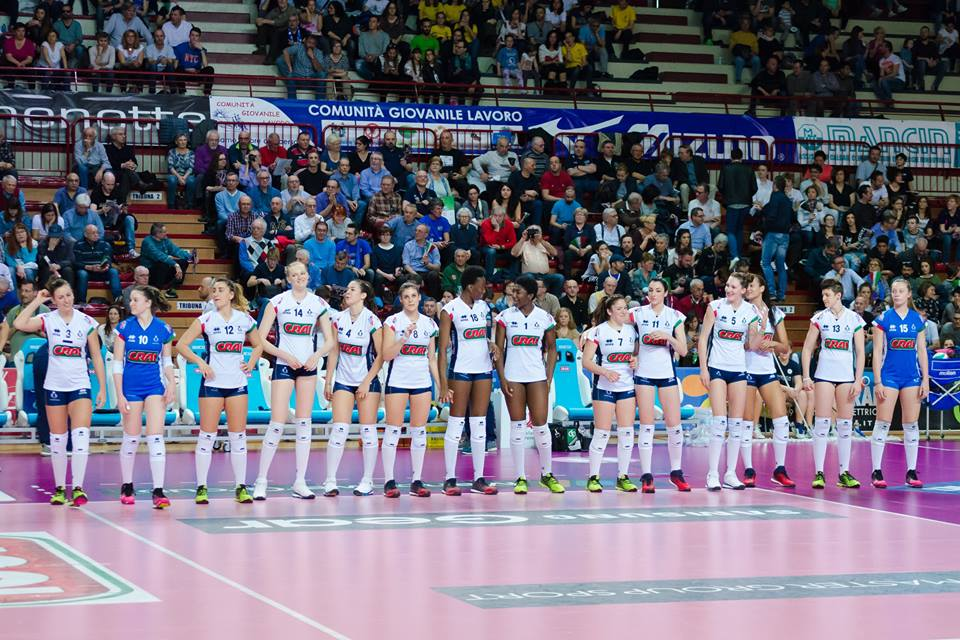
Zawodniczki Club Italia w sezonie 2016/2017

Club Italia – rzymski zespół piłki siatkowej, występujący w żeńskich rozgrywkach tej dyscypliny we Włoszech. Klub założony został w 1988 roku. Klub obecnie występuje w rozgrywkach Serie A1, do których awansował w sezonie 2014/15.

## Kadra

### Sezon 2015/2016
- 1.  Ilaria Bonvicini
- 4.  Ofelia Malinov
- 5.  Ilaria Spirito
- 6.  Sofia D'Odorico
- 7.  Paola Egonu
- 8.  Alessia Orro
- 9.  Vittoria Piani
- 11.  Anna Danesi
- 12.  Anastasia Guerra
- 14.  Alexandra Botezat
- 15.  Beatrice Berti
- 16.  Simona Minervini
- 18.  Elisa Zanette